# Karana
Malgaški Indijci (ili kako ih Malgaši zovu Karana), jedna od malgaških etničkih manjina sa 66 000(po nekima samo 25 000) pripadnika. U doba kad su se oni počeli doseljavati na Madagaskar Indija (zapravo cijeli Indijski potkontinent) je bila britanska kolonija s brojnim formalno neovisnim radžastanima, sultanatima i sličnim tvorevinama. Tako bi za njih bio pravilniji naziv malgaški doseljenici s Indijskog potkontineta jer među njima ima i potomaka doseljenika iz današnjeg Pakistana. Oni su brojem mala, ali vrlo utjecajna zajednica na Madagaskaru. Velika većina rođena je na otoku, a potječu od doseljenika s Indijskog podkontinenta (danas su to većinom Gujarati) koji su došli raditi na početku 20. stoljeća. Malgaški Indijci uz neki od svojih materinskih jezika s Indijskog potkontinenta govore i malgaškim makrojezikom, i to brojnim inačicama ovisno o kraju u kojem žive.

## Povijest
Oko 1880. godine nastala je prva zajednica od 200 doseljenih trgovaca s Indijskog potkontinenta u Mahajangi, luci na sjeverozapadnoj obali Madagaskara pored zaljeva Bembatoke i delte rijeke Betsiboke. Od samog početka njihova doseljavanja nastala je velika zbrka oko njihova pravnog statusa, jer su se oni najčešće izjašnjavali kao državljani Madagaskara, u cilju izbjegavanja britanskih zakona protiv držanja robova i gradnje kamenih kuća. Tako su oni na svojim jedrenjacima isticali francusku zastavu i nesmetano trgovali zabranjenom robom s afričkom obalom. U početku su prvi doseljenici bili uglavnom islamski Hodžasi, ismailiti i Daudi, a hinduisti su počeli dolaziti kasnije. Tako ih je na popisu kojeg su provele francuske kolonijalne vlasti 1911. godine bilo 4 480, a to je tada bilo 21% od ukupnog broja stranaca. Nakon nacionalizacije privatnih poduzeća, koje je provela tadašnja socijalistička vlada 1970., mnogi bogatiji Karane bili su prisiljeni napustiti Madagaskar. Ostao je uglavnom siromašniji i neobrazovaniji sloj, ali su se oni u međuvremenu prilagodili novonastalom stanju. Smatra se da su do 2000. godine Karane nadzirali oko 50-60% malgaškog gospodarstva, tako da su tih godina oni bili glavna meta nezadovoljnih prosvjednika. Po nekim analitičarima oni i danas, makar predstavljaju samo 2% stanovništva, nadziru čak 80% svih gospodarskih djelatnosti na otoku.

## Geografska rasprostranjenost
Danas većina Karana živi u Antananarivu i njegovoj okolini. 

## Vanjske poveznice
- Madagascar : les luttes intestines dans la communauté Karana (Bhoras, Khoja, etc)